# Better Together (Fifth Harmony)
Better Together è il primo EP del gruppo musicale statunitense Fifth Harmony, pubblicato il 18 ottobre 2013 dalla Epic e Syco.

## Antefatti
In seguito al loro terzo posto nella seconda edizione del talent show di X Factor USA, Simon Cowell decise di far firmare al gruppo un contratto discografico con la Syco, di proprietà dello stesso Cowell e con la Epic Records, di proprietà di L.A. Reid.

## Promozione
Il singolo apripista di Better Together, intitolato Miss Movin' On, è stato reso disponibile il 16 luglio 2013.
Nel medesimo giorno di pubblicazione, le Fifth Harmony hanno preso parte ad un'intervista di trenta minuti per Live From MTV sul sito della rete televisiva. Inoltre hanno eseguito Miss Movin' On durante i talk show Live with Kelly and Michael e The Arsenio Hall Show di Arsenio Hall. Il 23 ottobre successivo il gruppo si è esibito al Big Morning Buzz Live realizzato da VH1.
Il gruppo ha preso parte, come band di apertura, al tour I Wish Tour di Cher Lloyd iniziato il 6 settembre 2013. Durante il tour hanno eseguito tutte le canzoni presenti nell'EP, incluse le bonus track contenute nelle varie versioni.

## Tracce
1. Don't Wanna Dance Alone – 3:50 (Fifth Harmony, Julian Benetta, Andre Merritt)
2. Miss Movin' On – 3:14 (Jason Evigan, Lindy Robbins, Julia Michaels, Mitch Allan)
3. Better Together – 3:14 (Savan Kotecha, Harmony Samuels, Jason Evigan, Rickard Göransson)
4. Who Are You – 3:56 (Fifth Harmony, PJ Bianco, Julian Benetta)
5. Leave My Heart Out of This – 3:50 (Jason Evigan, Tebey Ottoh, Marcus Lomax, Jordan Johnson, Stefan Johnson)

Tracia bonus nell'edizione iTunes
1. Me & My Girls – 3:24 (Fifth Harmony, Julian Bunetta, PJ Bianco, Beau Dozier, John Ryan)

Tracia bonus nell'edizione Target
1. One Wish – 3:28 (Sam Watters, Louis Biancaniello, Michael Biancaniello, Marcus Lomax, Clarence Coffee, Jordan Johnson, Stefan Johnson)

Juntos
1. Que bailes conmigo hoy (Don't Wanna Dance Alone) – 3:37 (Fifth Harmony, Julian Benetta, Andre Merritt)
2. Sin tu amor (Miss Movin' On) – 3:15 (Jason Evigan, Lindy Robbins, Julia Michaels, Mitch Allan)
3. Tú eres lo que yo quiero (Better Together) – 3:17 (Savan Kotecha, Harmony Samuels, Jason Evigan, Rickard Göransson)
4. Eres tú (Who You Are) – 3:58 (Fifth Harmony, PJ Bianco, Julian Benetta)
5. Que el corazón no hable por mi (Leave My Heart Out of This) – 3:53 (Jason Evigan, Tebey Ottoh, Marcus Lomax, Jordan Johnson, Stefan Johnson)
6. Que bailes conmigo hoy (Acoustic / version acustica) – 3:37 (Fifth Harmony, Julian Benetta, Andre Merritt)
7. Sin tu amor (Acoustic / version acustica) – 3:16 (Jason Evigan, Lindy Robbins, Julia Michaels, Mitch Allan)
8. Tú eres lo que yo quiero (Acoustic / version acustica) – 3:16 (Savan Kotecha, Harmony Samuels, Jason Evigan, Rickard Göransson)
9. Eres tú (Acoustic / version acustica) – 3:56 (Fifth Harmony, PJ Bianco, Julian Benetta)
10. Que el corazón no hable por mi (Acoustic / version acustica) – 3:55 (Jason Evigan, Tebey Ottoh, Marcus Lomax, Jordan Johnson, Stefan Johnson)

## Formazione
Musicisti
- Fifth Harmony – voci
- Freddie Fox – chitarra (traccia 1)
- Julian Bunetta – strumentazione (tracce 1 e 4)
- The Suspex – programmazione (traccia 2)
- Jason Evigan – fischietto (traccia 5)

Produzione
- Julian Bunetta – produzione esecutiva, produzione (traccia 1 e 4), registrazione (tracce 1 e 4), missaggio (traccia 4)
- Mick Guzauski – missaggio (traccia 1)
- The Suspex – produzione e registrazione (traccia 2)
- Dan Book – produzione vocale aggiuntiva (traccia 2)
- Șerban Ghenea – missaggio (tracce 2, 3 e 5)
- John Hanes – assistenza al missaggio (tracce 2, 3 e 5)
- Harmony – produzione (traccia 3)
- Savan Kotecha – produzione vocale (traccia 3)
- Rickard Göransson – produzione vocale (traccia 3)
- Jose Cardoza – registrazione (traccia 3)
- PJ Bianco – produzione (traccia 4)
- The Monsters & Strangerz – produzione (traccia 5)
- Jason Evigan – produzione (traccia 5)
- Stefan Johnson – registrazione (traccia 5)
- Tom Coyne – mastering

## Successo commerciale
Better Together ha debuttato alla 6ª posizione della Billboard 200 vendendo oltre 28 000 unità equivalenti nella sua prima settimana di disponibilità.

## Classifiche
| Classifica (2013) | Posizione massima |
| ----------------- | ----------------- |
| Nuova Zelanda     | 18                |
| Stati Uniti       | 6                 |